# Мид-Суссекс
Мид-Суссекс (Мид-Сассекс) (англ. Mid Sussex) — неметрополитенский район (англ. non-metropolitan district) в графстве Западный Суссекс (Англия). Административный центр — город Хейуордс-Хит.

## География
Район расположен в восточной части графства Западный Суссекс, граничит с графствами Суррей и Восточный Суссекс.

## История
Район был образован 1 апреля 1974 года в результате объединения городских районов (англ. Urban District) Какфилд, Бургесс-Хилл, Ист-Гринстед и части сельского района (англ. Rural District) Какфилд, переданного из Кроли.

## Состав
В состав района входят 3 города:
- Бургесс-Хилл
- Ист-Гринстед
- Хейуордс-Хит

и 21 община (англ. civil parish).